# Помпеяна
Помпея̀на (на италиански: Pompeiana; на лигурски: Pumpiàna, Пумпиана) е село и община в Северна Италия, провинция Империя, регион Лигурия. Разположено е на 200 m надморска височина. Населението на общината е 812 души (към 2011 г.).